# Montpellier Hérault Sport Club
Montpellier Hérault Sport Club, comúnmente conocido como Montpellier Hérault SC, es un club de fútbol francés, de la ciudad de Montpellier en Hérault, Occitania. El club fue fundado a través de una fusión en 1974 y desde la temporada 2025-26 jugará en la Ligue 2, la segunda categoría del fútbol nacional.
El Club original fue fundado en 1919 con el nombre de Le Stade Olympique de Montpellier. Más tarde se cambia el nombre por el de Sports Olympique siendo uno de los más tradicionales clubes del fútbol francés.
Después de haberse llevado la Copa de Francia en 1929, participa en la primera edición del campeonato francés en compañía de otros 19 clubs pioneros del certamen. El club luego a alterno temporadas en División 1 y División 2 durante treinta siete años antes de hundirse al principio de los años 1970.
Desde la temporada 2009, cuando logró el ascenso a la División de Honor se ha convertido en un auténtico animador de la Liga, llegando a ganarla en la temporada 2011/2012 por primera vez en su historia.

## Historia
El Montpellier Hérault Sport Club fue fundado en 1919 bajo el nombre Stade Olympique Montpellier por la Association Générale Sportive Montpelliéraine (AGSM), que consistió en un puñado de los ciudadanos notables de Montpellier. La ciudad había estado en el proceso de crear un club deportivo para que los representara desde 1914, pero la iniciativa fracasó debido a la Primera Guerra Mundial.
Desde su creación, el club se dedicó principalmente al fútbol, rugby, atletismo, tenis, y boxeo. La oficina central del club fue ubicada en un local de Café París y llevó los colores de la ciudad, rojo y blanco. Después de unos meses de existencia, Montpellier, bajo la deliberación de su primer presidente, se fusiona al La Vie au Grand Air du Languedoc (VGAL), que fue formado en agosto de 1917 y únicamente se dedicaba al fútbol.
La fusión acertada con VGAL y la adquisición de los jugadores del club permitió a Montpellier adaptarse más fácilmente en el deporte. El club gastó sus años formativos jugando principalmente en la División d'Honneur Sudeste, En 1925 fue manejado por el escocés Victor Gibson. Aquel mismo año Montpellier aguantó una crisis interna después de que la Federación Francesa de Fútbol descubrió que el club había sido culpable de abuso de poder financiero.

El presidente del club fue suspendido del fútbol durante cinco años y Montpellier fue relegado por primera vez. El descenso produjo la salida de varios jugadores. En un esfuerzo para reconstruir el club cambió su nombre a Sports Olympiques Montpelliérains y reclutó a varios nuevos jugadores, el más notablemente Branislav Sekulic, Roger Rolhion, y los tres hermanos de Kramer de Suiza. El proceso de reconstrucción fue inmediato con el club devuelto a la División d'Honneur después de una temporada. En 1929 el club ganó su primer trofeo, la Copa de Francia. En la final, Montpellier enfrentó al FC Sète y registró un 2-0 con goles de Auguste Kramer y Edmond Kramer.
En julio de 1930, el Consejo Nacional de la Federación Francesa de Fútbol votó 128-20 en apoyo del profesionalismo en el fútbol francés. Así el Montpellier se hizo profesional y era uno de los clubes fundadores de la nueva liga, siguió realizando buenas campañas en la copa y alcanzó una nueva final en 1931, perdió la posibilidad de ganar su segundo título después del 3-0 en la final a favor del Club Français. En la temporada inaugural de la liga, Montpellier terminó la mitad de la tabla de su grupo. Después 2 temporadas en la División de Honor, el equipo fue relegado luego de acabar 15.º lugar en 1935, poco después fue revelado que el club adeudaba 370,000 francos.
El comité de dirección del club decidió disolverlo y volver a su antiguo nombre Stade Olympique Montpellier, con lo que la deuda fue borrada por la federación, los años siguientes el club permaneció en segunda división logrando su primer título de esa categoría en 1946; permaneció en primera por 4 años pero en la temporada 1949 terminó 15.º y volvió a descender.
Entre 1969-1987, Montpellier sufrió dos cambios de nombre y gastó su tiempo jugando en el CFA y la Ligue 2, exceptuando 1981 que jugó en la primera división. En 1970 el equipo se fusiona con otro equipo de la ciudad el Sport-Club Montpelliérain lo que produce un nuevo cambio de nombre a Montpellier-Littoral SC. Más tarde en 1974 se fusiona con otro equipo, l'AS Paillade y se vuelve a cambiar de nombre, llamándose ahora Montpellier La Paillade Sport Club.
En 1989 el club se cambia el nombre por el actual después de que esto recibió el apoyo financiero del Consejo General de Hérault. Con el que compite permanentemente en la primera división, Montpellier procuró aumentar su competitividad contratando a Aimé Jacquet que había ganado tres títulos con Burdeos en los años 1980.
Montpellier también tenía un grupo de jugadores talentosos, Laurent Blanc, Éric Cantona, Daniel Xuereb, Wilbert Suvrijn y Carlos Valderrama entre otros. Jacquet solo estuvo 8 meses en el equipo los cuales se calificaron de "caóticos" fue substituido por Mézy que decidió volver al club. Bajo Mézy Montpellier se reestrucuro y sorprendió muchos ganando la Copa de Francia. El club derrotó al Istres, Nancy y Louhans-Cuiseaux antes ganar la final al Racing Club 2-1 en tiempo suplementarios goles de Laurent Blanc y Kader Ferhaoui. Después del éxito, Mézy dejó el club otra vez y varios de los jugadores comenzaron a marcharse por mejores oportunidades. A pesar de las salidas, Montpellier permaneció en la División 1 por casi una década antes de la caída a la División 2 en el principio del nuevo milenio.
En la temporada 2008-2009 consigue el ascenso a la Primera División Francesa luego de acabar segundo de la Ligue 2. En la siguiente campaña, después de 25 jornadas se sitúa como segundo en la clasificación de la Ligue 1 a solo 3 puntos del líder que era el Burdeos, acabando finalmente en quinta posición, clasificándose para la UEFA Europa League. La temporada siguiente acabaría 14.º. Pero en la temporada 2011-2012 vuelve a situarse en la cabeza de la clasificación durante varias jornadas, proclamándose campeón por delante del multimillonario París Saint-Germain Football Club.

## Uniforme
- Uniforme titular: Camiseta azul, pantalón naranja y medias azules.
- Uniforme alternativo: Camiseta naranja, pantalón naranja y medias naranjas.
- Tercer uniforme: Camiseta blanca con mangas negras, pantalón negro y medias blancas.

### Evolución del uniforme
| 2006-2008 | 2008-2009 | 2009-2010 | 2011-2012 | 2010-2011 |
| 2011-2012 | 2012-2013 | 2013-2014 | 2014-2015 | 2015-2016 |
| 2016-2017 | 2017-2018 | 2018-2019 | 2019-2020 | 2020-2021 |
| 2021-2022 | 2022-2023 |           |           |           |

## Entrenadores

### Cronología
- Michel Mézy (1985-1987)[18]
- Pierre Mosca (1987-1989)
- Aimé Jacquet (1989-1990)[18]
- Michel Mézy (1990)[18]
- Henryk Kasperczak (1990-1992)
- Michel Mézy (1992)[18]
- Gérard Gili (1992-1994)
- Michel Mézy (1994-1998)
- Jean-Louis Gasset (1998-1999)[19]
- Michel Mézy (1999-2002)[19][20]
- Gérard Bernardet (2002-2004)[20]
- Robert Nouzaret (2004-2005)
- Jean-François Domergue (2005-2007)
- Rolland Courbis (2007-2009)[21]
- René Girard (2009-2013)
- Jean Fernandez (2013)[22][23]
- Rolland Courbis (2013-2015)
- Pascal Baills (2016)
- Frédéric Hantz (2016-2017)
- Jean-Louis Gasset (2017)
- Michel Der Zakarian (2017-2021)
- Olivier Dall'Oglio (2021-2022)
- Romain Pitau (2022-2023)
- Michel Der Zakarian (2023-2024)
- Jean-Louis Gasset (2024-2025)
- Zoumana Camara (2025-Act.)

## Récords

### Más presencias en el club
| #  | Nombre                   | Partidos |
| -- | ------------------------ | -------- |
| 1° | Souleymane Camara        | 433      |
| 2° | Pascal Baills            | 429      |
| 3° | Bruno Carotti            | 377      |
| 4° | Vitorino Hilton          | 354      |
| 5° | Kader Ferhaoui           | 349      |
| 6° | Jean-Christophe Rouviére | 340      |

### Máximos goleadores
| #  | Nombre              | Goles |
| -- | ------------------- | ----- |
| 1° | Laurent Blanc       | 84    |
| 2° | Souleymane Camara   | 76    |
| 3° | Jean-Marc Valadier  | 70    |
| 4° | Christophe Sanchez  | 50    |
| 5° | Victor Hugo Montaño | 48    |

## Palmarés

### Torneos nacionales
- Ligue 1 (1): 2011–12
- Ligue 2 (3): 1945–46,[11] 1960–61, 1986–87
- Coupe de France (2): 1929, 1990

### Torneos internacionales
- Copa Intertoto de la UEFA (1): 1999

### Otros
- Coupe d'été (1): 1992
- División d'honneur du Sud-Est (3): 1928, 1932, 1976[26]
- Championnat du Comité du Languedoc (1): 1944

## Rivalidades
Su máximo rival es su vecino, el Nîmes Olympique.
Mantiene una fuertísima rivalidad con el Olympique Marsella.
Mantiene otras rivalidades de menor importancia con AS Mónaco, AS Béziers y FC Sète.